# Ди цукунфт
Ди цукунфт (идиш די צוּקוּנפֿט‎ — будущее) — научно-популярный и литературный журнал на идиш, первое значительное издание периодической печати на идиш.
Начал издавался как ежемесячник в Нью-Йорке в 1892-98 годах и с 1902 г. по настоящее время. Основан Социалистической рабочей партией Америки.
В 1892-94 и в 1904—1905 гг. главным редактором журнала был Я. Ромбро (Ф. Кранц), в 1894-97 годах — А. Кахан. Первоначально целью издания было помочь самообразованию еврейских рабочих США, поэтому злободневные материалы в журнале не печатались.
Однако концепция изменилась, когда главным редактором журнала стал К. Форнберг (1906—1907, 1910). В каждом номере публиковались ежемесячные сводки о положении рабочих в стране и статьи по текущим вопросам.
Редакторами журнала в разное время были наиболее выдающиеся деятели литературы на идиш, в их числе Я. Милх (Зойермилх, 1866—1945), М. Винчевский, А. С. Закс (1878—1931).
«Цукунфт» стал трибуной различных эстетических и общественных направлений в литературе, оставаясь светским и социалистическим журналом. В 1912 г. издание журнала перешло в руки издательства «Форвертс». В 1913-38 годах редактором был А. Лесин, превративший «Цукунфт» в наиболее авторитетное издание на языке идиш. В журнале публиковались современные поэты, прозаики, эссеисты, в их числе Я. Кляцкин, Л. Квитко, Ш. Гинзбург, значительное место уделялось переводам с иврита (в том числе из Х. Н. Бялика) и с английского (У. Уитмен и другие).
С 1940 г. издание осуществлялось Центральной организацией еврейской культуры. В редакционную коллегию «Цукунфт» входили известные писатели и литературоведы: Х. Рогов (1883—1971), Д. Пинский, Н. Б. Миньков (1893—1958), Ш. Нигер, Я. Глатштейн, Э. Гринберг и другие.
С начала 1990-х гг. «Ди Цукунфт» издается как ежеквартальный журнал.